# Sudama
Sudama (en népalais : सुदामा) est un comité de développement villageois du Népal situé dans le district de Sarlahi. Au recensement de 2011, il comptait 4 188 habitants.